# غاق أبيض الصدر
غاق أبيض الصدر (الاسم العلمي: Phalacrocorax lucidus)، نوع طيور من جنس الغاق فصيلة والغاقيات. ويشبه لحد كبير الغاق الكبير. وهو الشكل الوحيد من الغاق الكبير الذي يوجد في أفريقيا جنوب الصحراء الكبرى وأيضًا الشكل الوحيد الذي يتواجد على تجمعات المياه العذبة.